# Polina Gelman
Polina Vladimirovna Gelman (en ruso: Полина Владимировна Гельман, ucraniano: Полина Володимирівна Гельман; 24 de octubre de 1919 - 25 de noviembre de 2005) fue una condecorada oficial de la Fuerza Aérea soviética, reconocida como Héroe de la Unión Soviética por su servicio con la famosa unidad 588.º Regimiento de Bombardeo Nocturno durante Segunda Guerra Mundial.

## Carrera militar
Nacida de una familia judía de la clase trabajadora de la ciudad ucraniana de Berdychiv en 1919, Gelman se unió al ejército soviético en octubre de 1941 después de repetidas descalificaciones de su intento de voluntariado como resultado de su baja estatura. Después de un curso de entrenamiento en aviación, se convirtió en navegante en 1942 con el 588º Regimiento de Bombero Nocturno "Brujas Nocturnas", todas mujeres, más tarde conocida como la 46ª División Taman. Gelman había completado 860 misiones en el momento de la capitulación de la Alemania nazi a los Aliados y fue galardonada con el título de Héroe de la Unión Soviética por el Presídium del Sóviet Supremo de la Unión Soviética en 1946.

## Vida posterior
Continuando su carrera como oficial militar profesional, fue enviada para recibir instrucción como traductora militar, graduándose del Instituto Militar de Idiomas Extranjeros en 1951.
Gelman se estableció en Moscú después de su retiro del servicio activo como una especialización en 1957, y trabajó en el Instituto de Ciencias Sociales enseñando economía política como instructora universitaria hasta que se retiró en 1990. Alcanzó el rango de teniente coronel en las reservas. Miembro del Partido Comunista de la Unión Soviética desde 1942, fue enviada como asesora y traductora a Cuba.
Las memorias de Gelman sobre sus años como piloto se publicaron en Moscú en 1982. Murió el 25 de noviembre de 2005 en Moscú, donde fue enterrada en el Cementerio Novodévichi.